# Galathilion
En el universo imaginario de J. R. R. Tolkien, Galathilion, cuyo significado es «Árbol blanco de Luna» o simplemente el árbol blanco de los Eldar, es un árbol de color blanco ubicado en la ciudad de Túna, en Eldamar. Fue creado por Yavanna como regalo a los Eldar de Valinor, ya que Melkor y Ungoliant habían destruido los Dos Árboles de Valinor. Es idéntico al árbol Telperion, aunque Galathilion no emite luz propia. Fue plantado en el patio bajo la Torre de Ingwë

## Historia
Telperion fue creado por la valië Yavanna, ayudada por las lágrimas de Nienna, en la colina de Ezellohar, frente a la Puerta Dorada de Valmar. La luz que irradiaban dio luz a las tierras de Valinor y se iniciaron así las Edades de los Árboles. Melkor huyó tiempo después de ser liberado de su encadenamiento y se encontró a la araña Ungoliant, con quien regresó en secreto a Valinor y dio muerte a los Dos Árboles. Después de la destrucción de los Dos Árboles de Valinor por parte de Melkor y Ungoliant, Yavanna creó un árbol idéntico a Telperion en la ciudad de Tirion, en Tuna.

## Descripción
Galathilion al ser idéntico a Telperion, comparten las mismas características, a diferencia que este árbol no emitía luz propia. Tolkien describe a Telperion en El Silmarillion de la siguiente forma:

«Uno de ellos tenía hojas de color verde oscuro que por debajo eran como plata resplandeciente, y de cada una de las innumerables flores caía un rocío continuo de luz plateada, y la tierra de abajo se moteaba con la sombra de las hojas temblorosas»
J. R. R. Tolkien, El Silmarillion

## Descendencia
En  Tol Eressëa creció un vástago de Galathilion, llamado Celeborn. Cuando llúvatar hizo emerger del mar la isla de Númenor para los Edain que ayudaron en la Guerra de la Cólera, los Eldar de Tol Eressëa como muestra de afecto, regalaron una semilla de este árbol a Elros, el primer rey de Númenor, que fue plantado en los Jardines del Rey en el Palacio de Armenelos. A través del tiempo, los vástagos de los descendientes de Galathilion sobrevivieron a la destrucción de manera casi milagrosa. Tal es el caso de Nimloth, donde Isildur fue herido casi mortalmente por rescatar un vástago. Al crecer, este árbol le curó las heridas. 
Durante la Guerra de la Última Alianza entre Elfos y Hombres, Sauron atacó y tomó la ciudad de Minas Ithil en el año 3429 S. E. y quemó el vástago. Pero Isildur, otra vez, tomo una semilla y la llevó consigo a Minas Anor y la plantó en la ciudadela en donde por más de 1600 años en la Tercera Edad creció y se embelleció en ese lugar. 
La Gran Peste de 1636 T. E. no solo hizo estragos entre la población de Gondor, sino que contribuyó al abandono y en consecuencia a la muerte del Árbol Blanco. El rey Tarondor plantó otro vástago de ese árbol que sobrevivió hasta la muerte del senescal Belecthor II en el año 2852 T. E., pero como no se pudo hallar un vástago, el cuerpo muerto del Árbol Blanco de Minas Tirith quedó en la Plaza del Manantial.
Al finalizar la Guerra del Anillo, Gandalf llevó a Aragorn a la falda meridional del Mindolluin y a un pequeño altiplano de esta, en donde el rey encontró un retoño del Árbol Blanco que había permanecido allí, con escaso tamaño durante casi 300 años. Fue transportado a Minas Tirith y plantado en la Ciudadela en donde a los pocos años se hizo grande y fuerte. El anterior fue depositado con todos los honores en el cementerio de reyes y senescales.

## Genealogía
| Telperion Destruido por Melkor        |  |  |  |  |  |  |  |
|                                       |  |  |  |  |  |  |  |
| Galathilion                           |  |  |  |  |  |  |  |
|                                       |  |  |  |  |  |  |  |
| Celeborn Descendiente en Tol Eressëa  |  |  |  |  |  |  |  |
|                                       |  |  |  |  |  |  |  |
| Nimloth Árbol Blanco de Númenor       |  |  |  |  |  |  |  |
|                                       |  |  |  |  |  |  |  |
| Primer árbol de Gondor (Minas Ithil)  |  |  |  |  |  |  |  |
|                                       |  |  |  |  |  |  |  |
| Segundo árbol de Gondor (Minas Anor)  |  |  |  |  |  |  |  |
|                                       |  |  |  |  |  |  |  |
| Tercer árbol de Gondor (Minas Tirith) |  |  |  |  |  |  |  |
|                                       |  |  |  |  |  |  |  |
| Cuarto árbol de Gondor (Minas Tirith) |  |  |  |  |  |  |  |